# Guinée Championnat National
Guinée Championnat National – ligowe rozgrywki klubowe piłkarskie w Gwinei. Liga została założona w 1965 roku, a jej pierwszym mistrzem został zespół AS Kaloum Star, grający pod nazwą Conakry I. Najwięcej razy mistrzem ligi została drużyna Hafia FC, które szesnastokrotnie sięgała po tytuł.

## Kluby w sezonie 2009/2010
- Athlético de Coléah [Konakry]
- Hafia Football Club [Konakry]
- Satellite Football Club [Konakry]
- Club Industriel de Kamsar
- Association des Forces Armées de Guinée [Konakry]
- Fello Star [Labé]
- AS Ashanti Golden Boys [Siguiri]
- Association Sportive des Mineurs de Sangarédi [Boké]
- Horoya Athlétique Club [Konakry]
- Baraka Djoma SSG [Konakry]
- Club Espoir de Labé [Labé]
- AS Batè Nafadji [Kindia]
- Etoile de Guinée [Konakry]
- AS Kaloum Star [Konakry]

## Mistrzowie kraju
- 1965 : Conakry I
- 1966 : Conakry II
- 1967 : Conakry II
- 1968 : Conakry II
- 1969 : Conakry I
- 1970 : Conakry I
- 1971 : Hafia FC (Konakry)
- 1972 : Hafia FC (Konakry)
- 1973 : Hafia FC (Konakry)
- 1974 : Hafia FC (Konakry)
- 1975 : Hafia FC (Konakry)
- 1976 : Hafia FC (Konakry)
- 1977 : Hafia FC (Konakry)
- 1978 : Hafia FC (Konakry)
- 1979 : Hafia FC (Konakry)
- 1980 : AS Kaloum Star (Konakry)
- 1981 : AS Kaloum Star (Konakry)
- 1982 : Hafia FC (Konakry)
- 1983 : Hafia FC (Konakry)
- 1984 : AS Kaloum Star (Konakry)
- 1985 : Hafia FC (Konakry)
- 1986 : Horoya AC (Konakry)
- 1987 : AS Kaloum Star (Konakry)
- 1988 : Horoya AC (Konakry)
- 1989 : Horoya AC (Konakry)
- 1990 : Horoya AC (Konakry)
- 1991 : Horoya AC (Konakry)
- 1992 : Horoya AC (Konakry)
- 1993 : AS Kaloum Star (Konakry)
- 1994 : Horoya AC (Konakry)
- 1995 : AS Kaloum Star (Konakry)
- 1996 : AS Kaloum Star (Konakry)
- 1998 : AS Kaloum Star (Konakry)
- 2000 : Horoya AC (Konakry)
- 2001 : Horoya AC (Konakry)
- 2002 : Satellite FC (Konakry)
- 2003 : ASFAG Konakry
- 2004 : rozgrywki przerwane z powodu kłopotów finansowych
- 2005 : Satellite FC (Konakry)
- 2006 : Fello Star
- 2007 : AS Kaloum Star (Konakry)
- 2008 : Fello Star
- 2009 : Fello Star
- 2010 : Fello Star
- 2011 : Horoya AC
- 2012 : Horoya AC
- 2013 : Horoya AC
- 2014 : AS Kaloum Star (Konakry)
- 2015 : Horoya AC
- 2016 : Horoya AC
- 2017 : Horoya AC
- 2018 : Horoya AC
- 2019 : Horoya AC
- 2020 : Horoya AC
- 2021 : Horoya AC
- 2022 : Horoya AC
- 2023 : Hafia FC

## Tytuły mistrzowskie według klubu
| Klub                                  | Miasto  | Tytuły | Ostatni tytuł |
| ------------------------------------- | ------- | ------ | ------------- |
| Horoya AC                             | Konakry | 20     | 2022          |
| Hafia FC [także jako Conakry II]      | Konakry | 16     | 2023          |
| AS Kaloum Star [także jako Conakry I] | Konakry | 13     | 2014          |
| Fello Star                            | Labé    | 3      | 2009          |
| Satellite FC                          | Konakry | 2      | 2005          |
| ASFAG Conakry                         | Konakry | 1      | 2003          |